# Moonlit Sailor
Moonlit Sailor är en svensk instrumentell musikgrupp, bildad 2006 i Borås av Adam Törnblad, Joakim Wiik, Oscar Gulbrandsen och Markus Rundlöf då medlemmarna endast var 16–18 år gamla.
Bandet skivdebuterade 2008 med EP:n A Footprint of Feelings som släpptes på det oberoende skivbolaget Deep Elm Records. Året därpå utgavs deras första fullängdsalbum, So Close to Life, över hela världen. Under våren 2010 begav sig bandet ut på en mindre Europaturné som innefattade bland annat Tyskland, Österrike, Storbritannien och Finland. I augusti samma år uppträdde medlemmarna även på festivalen Close to Home i Borås.
Bandet spelade från början en form av experimentell indierock men övergick snart till att spela helt utan sång. Musiken kan numera klassas som postrock.
Adam Törnblad som var en av medgrundarna till Moonlit Sailor avled den 8 maj 2017. Han blev 27 år gammal.

## Diskografi
- 2008 - A Footprint of Feelings (EP)
  - Datum: 5 augusti 2008
  - Skivbolag: Deep Elm (DER-489)

1. "A Footprint of Feelings" - 3:25
2. "Night Stroll" - 4:10
3. "Earls Court" - 3:37
4. "The Fog Is Lifting" - 3:48
5. "Waterfall" - 4:29
6. "Yes" - 3:22
7. "Once We Were Children" - 4:29

- 2009 - So Close to Life
  - Datum: 17 november 2009
  - Skivbolag: Deep Elm (DER-488)

1. "Sunbeams" - 5:30
2. "Hope" - 5:01
3. "Landvetter" - 7:15
4. "New Zealand" - 5:34
5. "Fresh Snow" - 5:25
6. "A Week without Sunlight" - 6:33
7. "The Cheers on the Parade" - 5:01
8. "1994" - 4:17
9. "Waiting for Nothing" - 6:30

- 2011 - Colors in Stereo
  - Datum: 8 juni 2011
  - Skivbolag: Deep Elm (DER-531)

1. "Kodac Moment" - 3:33
2. "Colors in Stereo" - 3:39
3. "May Day" - 5:15
4. "Summer Solstice" - 	4:49
5. "Freeze Frame Vision" - 4:11
6. "Vacant Library" - 4:18
7. "Singularity" - 3:44
8. "Weekday Escape" - 4:55
9. "Clarity" - 3:43
10. "Berwick Upon Tweed" - 3:59

## Medlemmar
- Adam Törnblad - gitarr, slagverk, trummor
- Joakim Wiik - gitarr, keyboard, programmering, laptop
- Oscar Gulbrandsen - gitarr, keyboard
- Markus Rundlöf - bas, keyboard, laptop